# إبراهيم حقي باشا
إبراهيم حقي باشا (1836-1918) صدر أعظم تركي وقانوني، تلقى العلم بمدرسة الإدارة بالاستانة، عين مترجما بقصر السلطان عبد الحميد (1883-1894)، درس القانون وحصل على كرسي التاريخ بمدرسة الحقوق، ثم أضيف إليه كرسي القانون الدستوري. كان خطيبا مفوها وناقدا جريئا، شغل منصب المستشار القضائي في الباب العالي حتى 1908. اشترك عضوا أو رئيسا في أكثر من ثلاثين لجنة من اللجان التي تصوغ المعاهدات السياسية وتحل المعضلات القانونة. زج إبراهيم حقى بنفسه في ميدان السياسة وانتصر للآراء الحديثة. تولى منصبي وزارتي المعارف والداخلية، عين سفيرا في روما كصدر أعظم (1910-1911). له مؤلفات كثيرة في التاريخ منها (تاريخ القانون الدولي) و(التاريخ العام) وأعظم مؤلفاته (القانون الإداري).